# 北邑知村
北邑知村（きたおおちむら）は、石川県羽咋郡にあった村。現在の羽咋市の南東部にあたる。

## 地理
- 山 ： 碁石ヶ峰

## 歴史
- 1889年（明治22年）4月1日 - 町村制の施行により、羽咋郡飯山村、上白瀬村、白瀬村、藪野村（うどのむら）、福水村、千石村、菅池村及び神子原村を廃し、その区域をもって羽咋郡北邑知村を設置する。
- 1933年（昭和8年）5月15日 - 羽咋郡北邑知村、中邑知村及び若部村を廃し、その区域をもって羽咋郡邑知村を設置する。